# Чејс Калиш
Чејс Тајлер Калиш (енгл. Chase Tyler Kalisz; Бел Ер, Мериленд, 7. март 1994) амерички је пливач чија специјалност су појединачне трке мешовитим стилом, а такмичи се и у тркама прсним и делфин стилом. Вишеструки је амерички рекордер и освајач медаља на светским првенствима и олимпијским играма.

## Биографија
Прве наступе на међународној сцени Калиш је имао током 2011. године, на светском јуниорском првенству у Лими где је успео да се пласира у финала све три трке у којима је учестовао (200 и 400 мешовито и 200 прсно). Две године касније дебитовао је и на сенироском светском првенству, у Барселони 2013. где осваја и прву међународну медаљу у каријери − сребро на 400 мешовито. У истој дисциплини је на светском првенству у Казању 2015. освојио бронзану медаљу.
Деби на Олимпијским играма имао је у Рију 2016. где се такмичио у својој примарној дисциплини на 400 мешовито. Калиш је у квалификацијама испливао најбоље време, да би у финалу заостао 0,7 секунди иза победника Даије Сетоа из Јапана и освојио сребрну олимпијску медаљу.
Највећи успех у дотадашњој каријери остварио је на светском првенству у Будимпешти 2017. где је успео да обједини титуле светског првака у обе појединачне дисциплине мешовитим стилом — на 200 мешовито финале је испливао за 1:55,56, док је на 400 метара испливао време новог рекорда светских првенстава 4:05,90 минута. Калиш је освојио меаљу и на свом четвртом узастопном учешћу на светским првенствима пошто је у Квангџуу 2019. био бронзани на 200 мешовито. Иако је на том првенству важио за једног од главних фаворита за злато и на 400 мешовито, у тој трци Калиш је заузео тек десето место у квалификацијама и није успео да се пласира у финале.